# Fólkaflokkurin
Hin Føroyski Fólkaflokkurin (radikalt sjálvstýri) i daglig tale Fólkaflokkurin (dansk: trad. Folkeflokken, nu også Folkepartiet) er et liberalkonservativt, politisk parti på Færøerne, som ønsker løsrivelse fra Danmark, og at Færøerne skal være en selvstændig stat. Partiets bogstav på valglister er A. Fólkaflokkurin betyder ordret Folkepartiet. I det politiske spektrum kan partiet sammenlignes med det danske Konservative Folkeparti, og partiet plejer også at samarbejde med Det Konservative Folkeparti, når de får valgt et af Færøernes to folketingsmedlemmer, således var Anfinn Kallsberg og Óli Breckmann medlemmer af Det Konservative Folkepartis folketingsgruppe, da de var folketingsmedlemmer fra 2005-07 (Kallsberg) og 1984-2001 (Breckmann). Partiets nuværende formand er fra 10. november 2022 Beinir Johannesen.

## Historie

### Stiftelse
Fólkaflokkurin blev grundlagt ved årsskiftet 1939-40 ved en samling af Vinnuflokkurin (Erhvervspartiet) med udbrydere fra Sjálvstýrisflokkurins (Selvstyrepartiet) højrefløj. Den ledende kraft bag partistiftelsen var Sjálvstýrisflokkurins tidligere formand og medstifter Jóannes Patursson. Den 3. december 1939 blev det bekendtgjort, at Jóannes Patursson - Færøernes fremmeste parlamentariker - stod bag partiet. I løbet af december gik flere vælgerforeninger i Sjálvstýrisflokkurin over til Fólkaflokkurin, og den 16. december blev Patursson valgt til formand for et udvalg, som skulle fremlægge vedtægter for partiet. Det stiftende møde fandt sted den 2. januar 1940, og Jóannes Patursson og Thorstein Petersen blev valgt til henholdsvis formand og næstformand. I lighed med Vinnuflokkurin, hentede Fólkaflokkurin hovedparten af sin tilslutning fra fiskeindustrien og det private erhvervsliv. Fólkaflokkurin overtog op mod halvdelen af Sjálvstýrisflokkurins medlemmer. Fólkaflokkurin brugte etableringen af den vellykkede Sjóvinnubankin som eksempel på vigtigheden af en stærk økonomi for at opnå mere selvstyre.

### Verdenskrig og hjemmestyre
Partiet opstillede til valg for første gang ved lagtingsvalget 1940, og fik 24,7 % af stemmerne (6 af 24 mandater), og blev det næststørste parti efter Sambandsflokkurin. Ved lagtingsvalget 1943 vandt Fólkaflokkurin i et jordskred med 41,5 % af stemmerne (12 af 25 mandater). Ved folketingsvalget 1943 blev Thorstein Petersen den suveræne vinder under slagordet "Fyri Føroyum skulu Føroyingar ráða" (Over Færøerne skal færingerne råde). Efter verdenskrigens afslutning fik partiet i 1945 43,4 % af stemmene (11 af 23 mandater). Thorstein Petersen var lagtingsformand 1943–1945 og 1945–1946, og tog over som partiformand efter Paturssons død i 1946. Ved folkeafstemningen på Færøerne 1946 om selvstændighed, stemte flertallet for løsrivelse fra Danmark, men afgørelsen blev omstødt af Folketinget, fordi under halvdelen af vælgerne stemte for løsrivelsen. Dette førte alligevel til Hjemmestyreloven af 1948, som mange indenfor Fólkaflokkurin godt nok var imod, fordi den ikke betød fuld selvstændighed. Ved nyvalget til Lagtinget i 1946 forblev Fólkaflokkurin det største parti, men samhørighedspartierne fik et lille flertal. Fólkaflokkurin var øernes største parti frem til valget i 1954, da der skete en vedvarende udjævning af tilslutningen til partierne i Lagtinget. Partiets tilslutning har ligget stabilt på omkring 20 % af stemmene de sidste 40 år.

### Efterkrigstiden
Thorstein Petersens politiske og forretningsmæssige karriere endte i 1951 med en dom for økonomisk kriminalitet. Petersen blev senere frifundet i hovedanklagerne, men dommen banede alligevel vej for hans arvtager Hákun Djurhuus, og Petersen døde en tidlig død i 1960 som følge af et fald ombord på en færge. I 1950erne fik partiet en fastere struktur med et centralt partisekretariat, hvor Dánjal Pauli Danielsen blev ansat som første landssekretær. Hákun Djurhuus ledte partiet frem til 1980, og var lagmand 1963–1967. Jógvan Sundstein var formand 1980–1993, derefter tog Anfinn Kallsberg over fra 1993 til 2007. Under Kallsberg var partiet repræsenteret både i Lagtinget og Folketinget, og Kallsberg var lagmand 1998–2004. Partiavisen Dagblaðið blev fornyet og fik en vis vækst med Óli Breckmann som redaktør, men bukkede alligevel under i 2003 efter årelange økonomiske problemer. Partiet var med i Jóannes Eidesgaards anden regering sammen med Javnaðarflokkurin og Sambandsflokkurin 2004–2008.

### Nyeste tid
Nuværende partiformand er Jørgen Niclasen, som blev valgt første gang i et kampvalg mod Bjarni Djurholm ved partiets landsmøde i 2007. Ved lagtingsvalget fik Fólkaflokkurin 20,1 % af stemmerne og syv af de 33 pladser i lagtinget. Partiet gik senere på året i regering sammen med Javnaðarflokkurin og Sambandsflokkurin i Kaj Leo Johannesens første regering. I 2010 brød det prominente lagtingsmedlem Poul Michelsen med partiet, som han mente gik i modsat retning af sin ideologi. Michelsen var kendt som betydelig mere liberal i både sociale og økonomiske spørgsmål og mere radikal i selvstyrespørgsmålet end sine partifæller. Han mente også, at en kreds omkring Kallsberg forhindrede reformer, som der tidligere havde vært solidt flertal for i partiet. I 2011 stiftede Michelsen det liberalistiske parti Framsókn, men det fik ingen umiddelbar indvirkning på Fólkaflokkurins opslutning. I foråret 2011 afbrød Fólkaflokkurin regeringssamarbejdet efter uenighed om finanspolitiken.
Ved lagtingsvalget 2011 fik Fólkaflokkurin 22,5% af stemmerne, hvilket gav partiet 8 mandater - et mere end ved lagtingsvalget 2008. Partiet indgik derefter i en bred koalitionsregering (samgonga) med tre andre borgerlige partier: Sambandsflokkurin, det kristelige Midterparti og Selvstyrepartiet. Fólkaflokkurin fik tildelt tre landsstyreposter: Jørgen Niclasen blev finansminister, Annika Olsen blev socialminister og Jákup Mikkelsen blev fiskeriminister, derudover blev Annika Olsen vicelagmand. Nogle måneder senere valgte lagmanden dog, at Jákup Mikkelsen ikke længere kunne være minister, da han gang på gang var inhabil pga. sin svoger, Hanus Hansen fra Klaksvík, som var og er en af de største skibsredere på Færøerne, og sagen skabte megen uro i medierne. I stedet blev Jacob Vestergaard igen fiskeriminister.
Sjálvstýrisflokkurin afbrød samarbejdet efteråret 2013, men regeringen bevarede sit flertal. Janus Rein, som oprindelig var valgt for Framsókn, meldte sig ind i Fólkaflokkurin samme efterår. Dette medførte, at partiet for første gang siden valget i 1988 blev Lagtingets største, og for første gang siden Anden Verdenskrig havde flere end otte repræsentanter.
Ved lagtingsvalget 2015 gik partiet tilbage og fik 18,9% af stemmerne og 6 mandater. Otte dage efter valget valgte Folkeflokkens kvindelige stemmesluger, Annika Olsen, at forlade partiet, fordi hun ikke længere kunne stå inde for den politik, som Folkeflokken stod for. Ifølge Annika Olsen var hun ikke enig med den politiske linje, som partiets ledelse stod for. Hun kunne godt stå inde for det, der stod skrevet i partiets program, men det var ifølge hende ikke den politik, som partiets ledelse stod for, hun ønskede en mere liberal politik. Ved Olsen udtræden fra partiet, havde Folkeflokken derfor kun 5 mandater i Lagtinget efter 9. september 2015. Fem måneder senere, den 4. februar 2016, blev Annika Olsen igen medlem af Folkeflokken.

## Lagmænd fra Fólkaflokkurin
Fólkaflokkurin har haft tre lagmænd :
- Hákun Djurhuus (1963 – 1967)
- Jógvan Sundstein (1989 – 1991)
- Anfinn Kallsberg (1998 – 2004)

## Formænd
| Formand | Formand             | Fra        | Til       |
| ------- | ------------------- | ---------- | --------- |
| 1.      | Jóannes Patursson   | 1940       | 1946      |
| 2.      | Thorstein Petersen  | 1946       | 1951      |
| 3.      | Hákun Djurhuus      | 1951       | 1980      |
| 4.      | Jógvan Sundstein    | 1980       | 1993      |
| 5.      | Anfinn Kallsberg    | 1993       | 2007      |
| 6.      | Jørgen Niclasen     | 2007       | Nov. 2022 |
| 7.      | Christian Andreasen | Marts 2022 | Nov. 2022 |
| 8.      | Beinir Johannesen   | Nov. 2022  | nu        |

## Resultater ved lagtingsvalg
| Valg | Stemmeandel | Mandater |
| ---- | ----------- | -------- |
| 1940 | 24,7%       | 6        |
| 1943 | 41,5%       | 12       |
| 1945 | 43,4%       | 11       |
| 1946 | 40,9%       | 8        |
| 1950 | 32,3%       | 8        |
| 1954 | 20,9%       | 6        |
| 1958 | 17,8%       | 5        |
| 1962 | 20,2%       | 6        |
| 1966 | 21,6%       | 5        |
| 1970 | 20,0%       | 5        |
| 1974 | 20,5%       | 5        |
| 1978 | 17,9%       | 6        |
| 1980 | 18,9%       | 6        |
| 1984 | 21,6%       | 7        |
| 1988 | 23,2%       | 8        |
| 1990 | 21,9%       | 7        |
| 1994 | 16,0%       | 6        |
| 1998 | 21,3%       | 8        |
| 2002 | 20,8%       | 7        |
| 2004 | 20,6%       | 7        |
| 2008 | 20,1%       | 7        |
| 2011 | 22,5%       | 8        |
| 2015 | 18,9%       | 6        |

## Resultater ved folketingsvalg
Folketingsvalg
| År   | Stemmer | Stemmer | Mandater |
| År   | #       | %       | Mandater |
| ---- | ------- | ------- | -------- |
| 1943 | 3 452   | 48,2    | 1 af 1   |
| 1945 | 3 990   | 46,2    | 1 af 1   |
| 1947 | 4 135   | 42,7    | 1 af 2   |
| 1957 | 2 574   | 37,6    | 1 af 2   |
| 1960 | 2 158   | 19,9    | 0 af 2   |
| 1964 | 2 622   | 25,0    | 1 af 2   |
| 1966 | 3 549   | 33,6    | 1 af 2   |
| 1968 | 4 294   | 34,4    | 1 af 2   |
| 1971 | 2 680   | 20,4    | 1 af 2   |
| 1973 | 2 690   | 20,4    | 0 af 2   |
| 1975 | 2 957   | 21,3    | 0 af 2   |
| 1977 | 2 773   | 17,0    | 0 af 2   |
| 1979 | 3 005   | 16,1    | 0 af 2   |
| 1981 | 3 073   | 18,5    | 0 af 2   |
| 1984 | 4 605   | 25,1    | 1 af 2   |
| 1987 | 6 411   | 28,8    | 1 af 2   |
| 1988 | 5 655   | 24,7    | 1 af 2   |
| 1990 | 4 582   | 25,6    | 1 af 2   |
| 1994 | 4 159   | 21,7    | 1 af 2   |
| 1998 | 5 569   | 26,9    | 1 af 2   |
| 2001 | 5 417   | 20,5    | 0 af 2   |
| 2005 | 5 967   | 24,1    | 1 af 2   |
| 2007 | 4 726   | 20,5    | 0 af 2   |
| 2011 | 3 932   | 19,0    | 0 af 2   |
| 2015 | 4 368   | 18,7    | 0 af 2   |